# Kościół Świętego Józefa Robotnika w Ustrzykach Dolnych
Kościół Świętego Józefa Robotnika – rzymskokatolicki kościół parafialny należący do dekanatu Ustrzyki Dolne archidiecezji przemyskiej, położony w Ustrzykach Dolnych przy ul. Gombrowicza 10. Jest świątynią parafialną Parafii Świętego Józefa Robotnika.

## Historia
Zgodę na budowę trzeciego kościoła parafialnego na terenie Ustrzyk Dolnych uzyskano w 1981, w czasie karnawału Solidarności, na fali euforii po podpisaniu korzystnych dla obywateli porozumień rzeszowsko-ustrzyckich. Zasadnicze prace budowlane rozpoczęły się w 1983. Budowę świątyni ukończono dopiero w 1991. Rok później powstała parafia św. Józefa Robotnika.

## Konstrukcja
Kościół św. Józefa posiada kilka cech wyróżniających go spośród innych świątyń z tamtej epoki. Pierwszą z nich są trzy wieże, najwyższa o wysokości aż 50 m, które zostały wpisane w miejscowy krajobraz – patrząc od strony ul. Gombrowicza wieże zdają się wyrastać z pasma Laworty, widocznego na dalszym planie. Drugą cechą jest brak osobnej dzwonnicy; aż cztery dzwony umieszczone są bezpośrednio w najwyższej z wież, na wysokości ponad 40 m. Trzecią cechą charakterystyczną dla tego konkretnego kościoła jest ołtarz, ponad którym zainstalowano figurę Świętego Józefa. Opiekun Chrystusa spogląda w górę, a padają na niego strumienie światła z okien w wieży, mające w założeniach architekta symbolizować światło Boże.
W kościele zostały zainstalowane czteropoziomowe organy. Jest też obecny jeden ołtarz boczny dedykowany Bożemu Miłosierdziu.

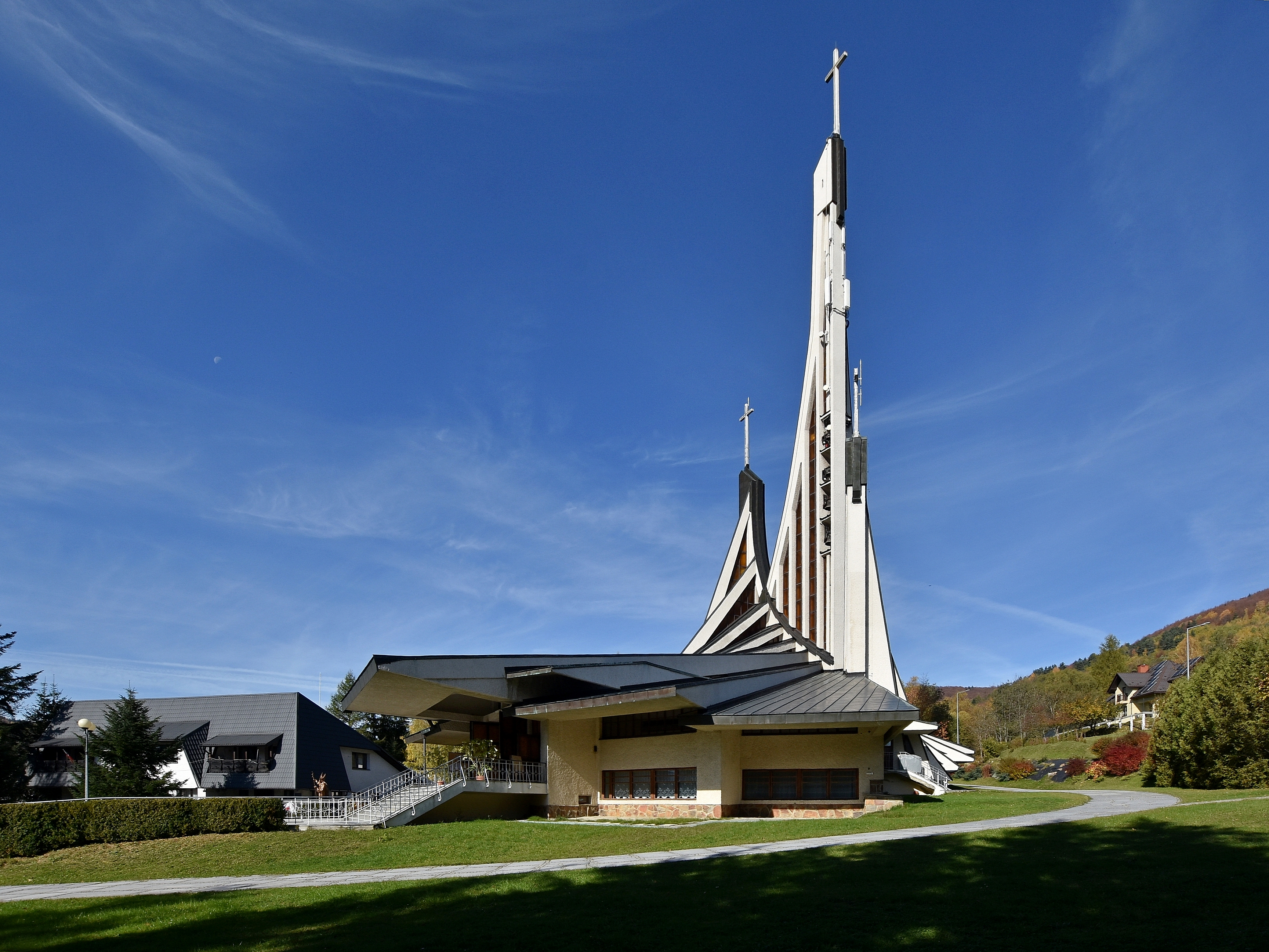
Elewacja boczna
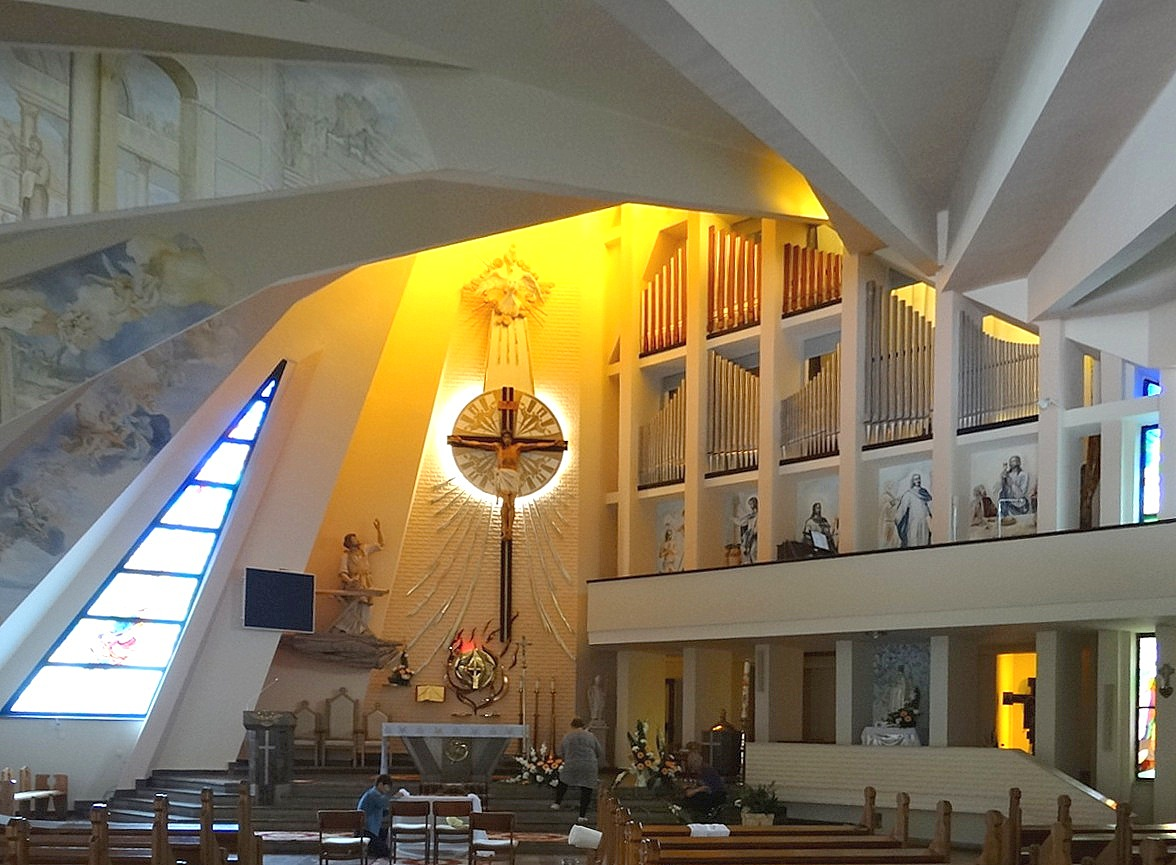
Wnętrze
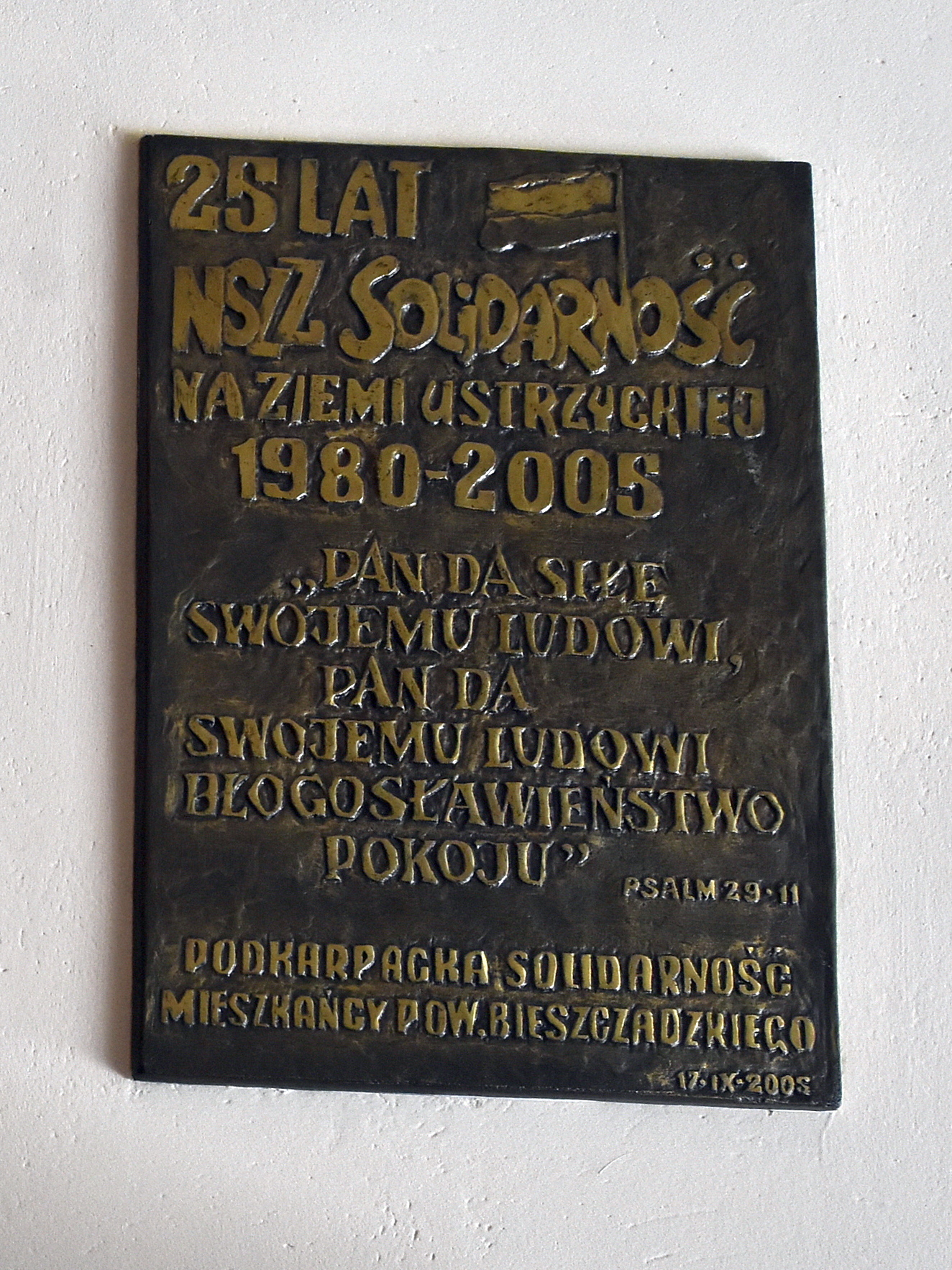
Tablica pamiątkowa

## Źródła
Ustrzyki Dolne - Kościół św. Józefa Robotnika. Polska Niezwykła. [dostęp 2018-11-08].